# Rathaus Harburg

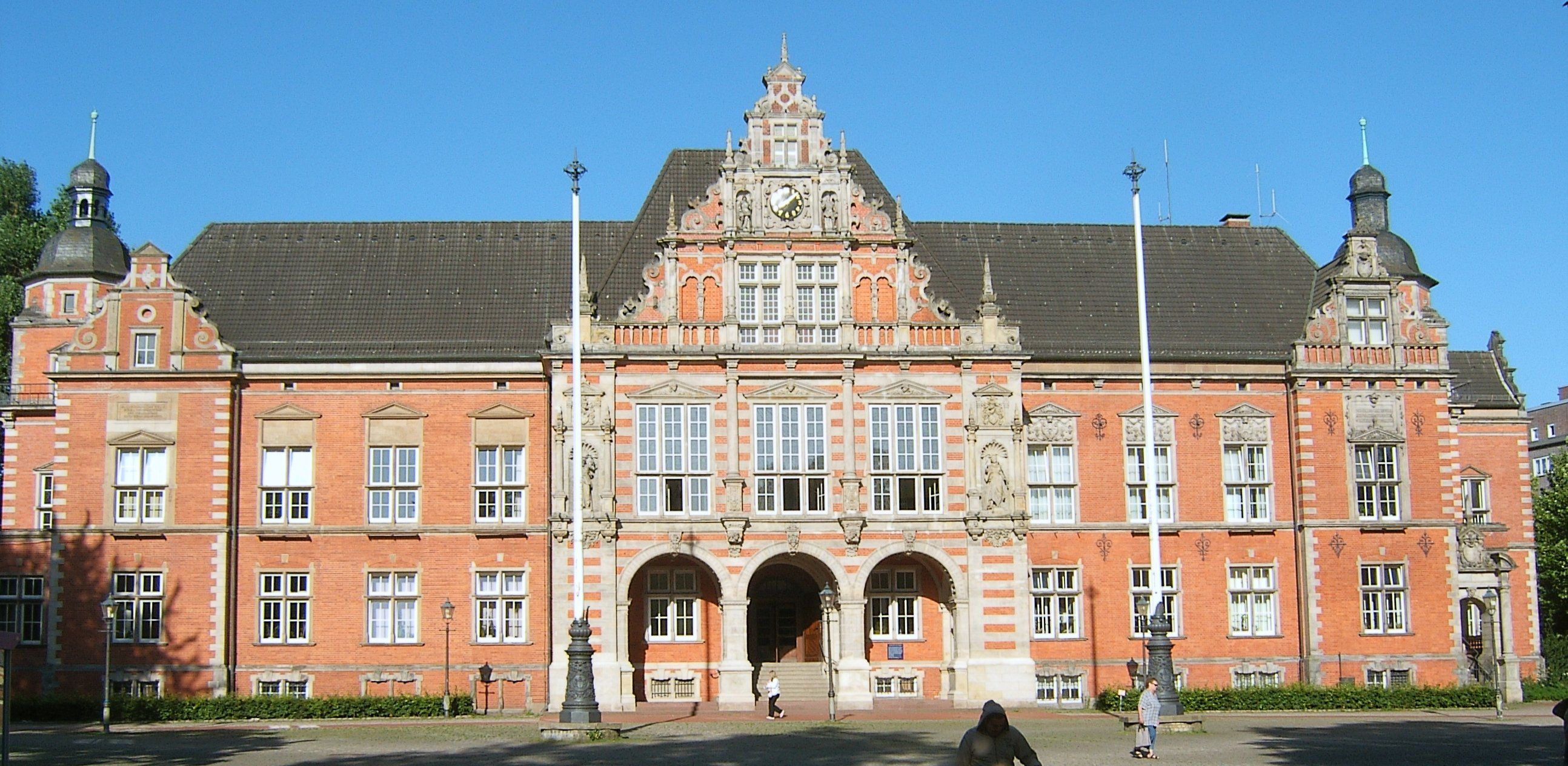
Rathaus Harburg

Das Rathaus Harburg ist ein Gebäude, das von 1889 bis 1892 nach Plänen von Christoph Hehl im Stil der Neorenaissance als Rathaus für die damals selbständige Stadt Harburg (Elbe) errichtet wurde.
Es befindet sich im heutigen Stadtteil Harburg, der seit 1937 zu Hamburg gehört und ist Sitz des Bezirksamtes des Bezirkes Harburg sowie Sitzungsort der dortigen Bezirksversammlung.

## Geschichte

### Ältere Rathäuser in Harburg

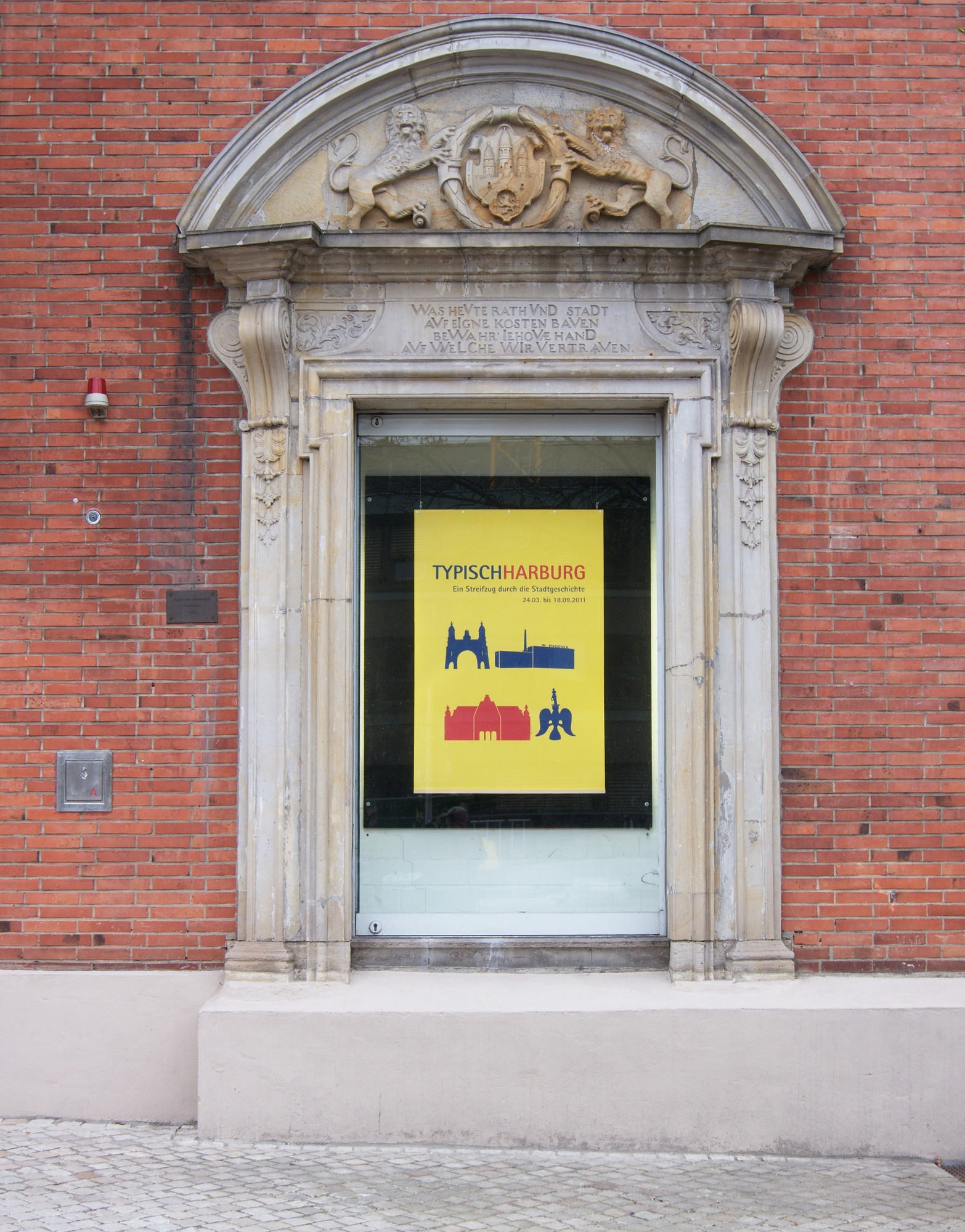
Barockportal des Ratskellers und Rathauses am Archäologischen Museum Hamburg. Inschrift: WAS HEUTE RATH UND STADT, AUF EIGNE KOSTEN BAUEN, BEWAHR IEHOVÆ HAND, AUF WELCHE WIR VERTRAUEN

Das Harburger Rathaus steht heute am dritten Standort in der Stadtgeschichte. Das erste Rathaus befand sich in der Harburger Schloßstraße 36 und wurde durch Bomben im Zweiten Weltkrieg vollständig zerstört. Lediglich das Portal des 1733 neu aufgeführten zweigeschossigen Gebäudes mit seinem charakteristischen Dachreiter blieb erhalten. Das Sandstein-Portal mit dem von Löwen flankierten Stadtwappen befindet sich heute an einer Außenwand am Haupthaus des Archäologischen Museums Hamburg. Eine Besonderheit des Portals ist eine im oberen Feld lesbare gereimte Inschrift, bei der es sich um ein Chronodistichon handelt: Einige Buchstaben sind hervorgehoben und ergeben, als römische Ziffern zusammengezählt, die Jahreszahl 1733.

„WAS HEVTE RATH VND STADT

AVF EIGNE KOSTEN BAVEN

BEWAHR IEHOVÆ HAND

AVF WELCHE WIR VERTRAVEN“

Das Gebäude hatte bereits mit dem Bau des neuen Stadthauses seine eigentliche Funktion verloren, wurde jedoch noch bis zur Zerstörung 1944 als Ratskeller genutzt. Der Ratskeller war bereits 1567 durch den Rat eingerichtet worden und diente als Einnahmequelle der Stadt. Über einen Blitzeinschlag in den Ratskeller und die darauf angelegte Blitz-Ableitung berichtete bereits 1800 David Christopher Mettlerkamp in einer für deren Erforschung bahnbrechenden Analyse.
Das 1830 erbaute Stadthaus am Sand mit Bürgermeisterwohnung, Ratswaage, Feuerspritzen und Verwaltungsräumen ersetzte das alte Rathaus in der Schloßstraße.
Auch das Stadthaus wurde aufgrund der durch die Industrialisierung rasch wachsenden Bevölkerung bald zu klein. Nachdem das heutige Rathaus und weitere Verwaltungsbauten seine Aufgaben übernommen hatten, wurde an dessen Stelle 1928 das erste Harburger „Hochhaus“ für die Stadtsparkasse (heute Gebäude der Hamburger Sparkasse) errichtet, dessen gestaltete Klinkerfassade sich an den Hamburger Kontorhäusern der Zeit orientiert.

### Planung, Bau und Entwicklung (1888 bis 1944)

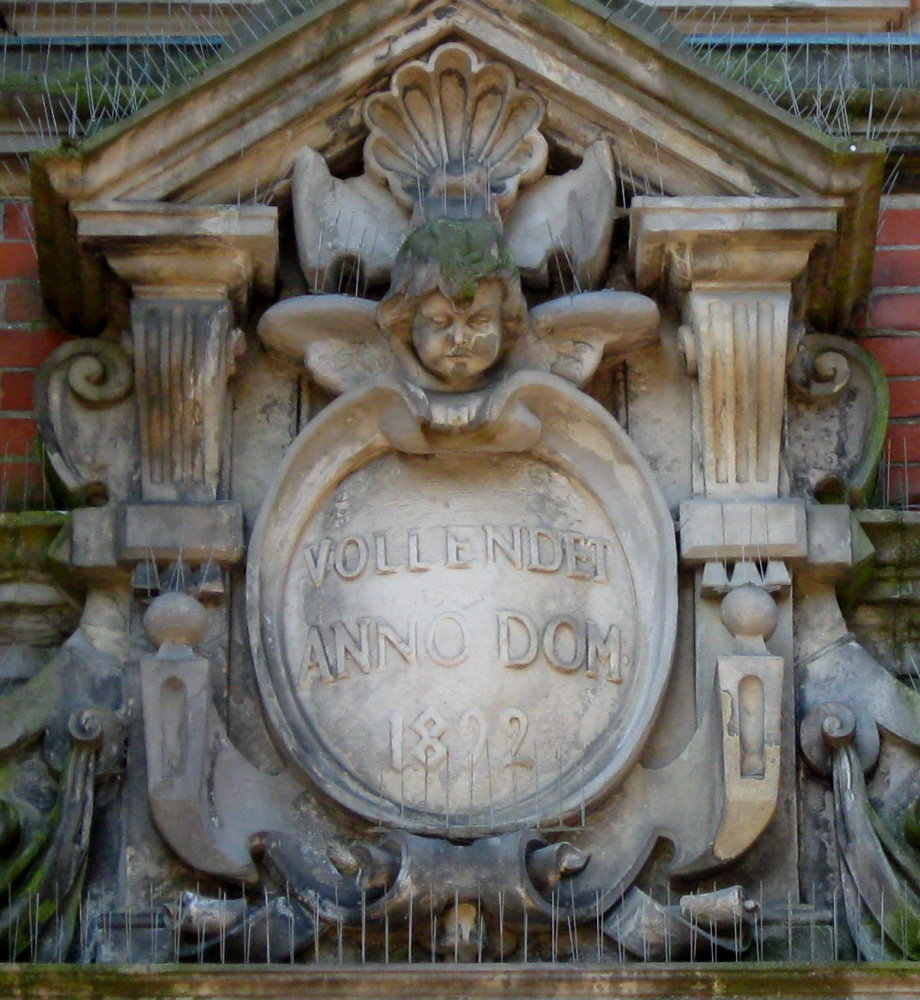
Harburger Rathaus 1892 vollendet

Als neuer Rathaus-Standort wurde der Platz am Bassin gewählt, einem ehemaligen Mühlenteich der für den Bau nochmals stark verkleinert werden musste. Die Standortwahl verdeutlicht die sukzessive Verlagerung des Harburger Zentrums von der Elbe am Harburger Schloss Richtung Süden mit den weiteren neu entstandenen staatlichen Bauten (der Post und einer im Krieg zerstörten Schule) am heutigen Harburger Rathausplatz (53° 27′ 32,2″ N, 9° 59′ 1,9″ O).
Nach einem 1888 abgehaltenen Wettbewerb (Preisrichter u. a. Paul Wallot, Heinrich Köhler) bei dem außer der Raumdisposition auch der Styl der vlämischen Renaissance und des Fassadenmaterial vorgegeben waren, wurde das Gebäude zwischen 1889 und 1892 nach den Entwürfen von Hehl, der eher von der Hannoverschen Schule und der Neogotik beeinflusst war, errichtet. Die ursprünglich veranschlagten Baukosten von 300.000 Mark wurden mit 544.200 Mark erheblich überschritten. Jedoch wurde die zeitgemäß repräsentative Innenausstattung zum Teil von Harburger Bürgern gestiftet, von der heute zum Beispiel noch Treppengeländer der Haupttreppe und eine reich gestaltete Tür zum großen Saal vorhanden sind.
Die Fassade aus Backsteinflächen und Schmuckelementen aus Sandstein wird von den weiblichen Allegorien Gerechtigkeit (Justitia) und Weisheit (Prudentia) und entsprechenden Attributen geschmückt. Weitere Fassadendetails (teilweise erhalten) zeigen Sinnsprüche und verweisen auf Handel, Gewerbe und Schifffahrt und die Wappen des Herzogtums Lüneburg, des Königreiches Hannover und Preußen sowie von Städten, wie Celle und Lüneburg, verweisen auf die Geschichte.
Zwei Porträts an den Konsolen der Pfeiler über dem Eingangsportal zeigen schließlich Hehl selbst (links) und sein Vorbild Conrad Wilhelm Hase.
Kurz nach Fertigstellung des Rathauses wurde im Norden (Julius-Ludowieg-Str. 7) noch ein Wohnhaus mit Bürgermeisterwohnung im Renaissance-Stil angefügt.
Aufgrund von Platzmangel entstand zudem 1903 ein dreigeschossiges Verwaltungsgebäude hinter dem Rathaus (Harburger Rathausplatz 4) das sich stilistisch dem Rathaus anpasste. Daneben entstand schließlich 1910 noch ein villenartiges Wohnhaus für den Oberbürgermeister. Es wurde in den 1930er Jahren zu einer Dienststelle der Polizei umgebaut, die auch das benachbarte Verwaltungshaus nutzte. Beide Häuser werden bis heute von den Behörden des Bezirkes (Bauamt) genutzt.
1927 entstand ein weiterer direkter Anbau auf der Rückseite des Rathauses (im Krieg zerstört) für die zusammengelegte Stadthaupt- und Steuerkasse der Stadt, die im selben Jahr zur Großstadt Harburg-Wilhelmsburg wurde. Durch das Groß-Hamburg-Gesetz ging Harburg-Wilhelmsburg 1937 vom Land Preußen auf die Hansestadt Hamburg über und wurde 1938 Teil der Einheitsgemeinde Hamburg. Damit verlor das Rathaus auch seine ursprüngliche Funktion, blieb jedoch Sitz von Verwaltungsbehörden bis zur Neugründung des Bezirkes nach Kriegsende.

### Zerstörung und Wiederaufbau (1944 bis heute)
1944 wurde das Rathaus durch Bomben schwer beschädigt. Nach dem Ende des Zweiten Weltkrieges erfolgte bis 1951 der Wiederaufbau.
Zur gleichen Zeit wurde auch ein Anbau für die Telefonzentrale am Verwaltungsgebäude errichtet, das nach seiner Zerstörung ohne die aufwendigen Volutengiebel und die beiden Dachreiter aufgebaut wurde.
Das Rathaus selbst wurde im Inneren nach moderneren und zweckmäßigen Gesichtspunkten wiederhergestellt. Dabei erfolgte auch von Carl Ihrke eine neue künstlerische Gestaltung der farbigen Glasfenster im Treppenhaus und im Sitzungssaal. Die Motive der Fenster nehmen dabei Bezug auf die Nachkriegszeit und des Aufbaus der zerstörten Wohnungen, der Industrie und des Hafens in Harburg. Äußerlich wurde die Fassade des Südflügels und das Dach in stark vereinfachter Form hergestellt. Die Balustraden und Obelisken des Hauptgesims und der hohe Dachreiter fehlen heute. Eine ursprünglich im Dachreiter angebrachte Uhr wurde stattdessen im Mittelgiebel an einer Stelle eingesetzt, an der sich früher das Harburger Stadtwappen befand. Die Schildhalter, zwei Skulpturen in Form von Stadtwächtern flankieren nun die Uhr.
Skulpturen und Uhr wurden im Rahmen eines zeitweiligen Kunst-Projektes des Kunstvereins Harburger Bahnhof im Oktober 2009 zur vierten Wand eines Wohnzimmers. Der japanische Künstler Tatzu Nishi errichtete hierzu einen Gerüstturm vor dem Rathaus und erbaute um diesen Teil der Fassade ein für Besucher zugängliches Zimmer, das er detailreich mit einer zeitgenössischen Wohnzimmereinrichtung ausstattete.
Die beiden Flaggenmasten vor dem Rathaus wurden vom Fabrikanten Heinrich Traun 1895 gestiftet und zeigen am Sockel die Wappen von Harburg und Preußen. Die Holzstämme der 15 Meter hohen Masten mussten 2009 erstmals erneuert werden und wurden nach dem Abbau und Überprüfung der Sockel mit den restaurierten Zierspitzen im Juni 2010 neu aufgestellt.

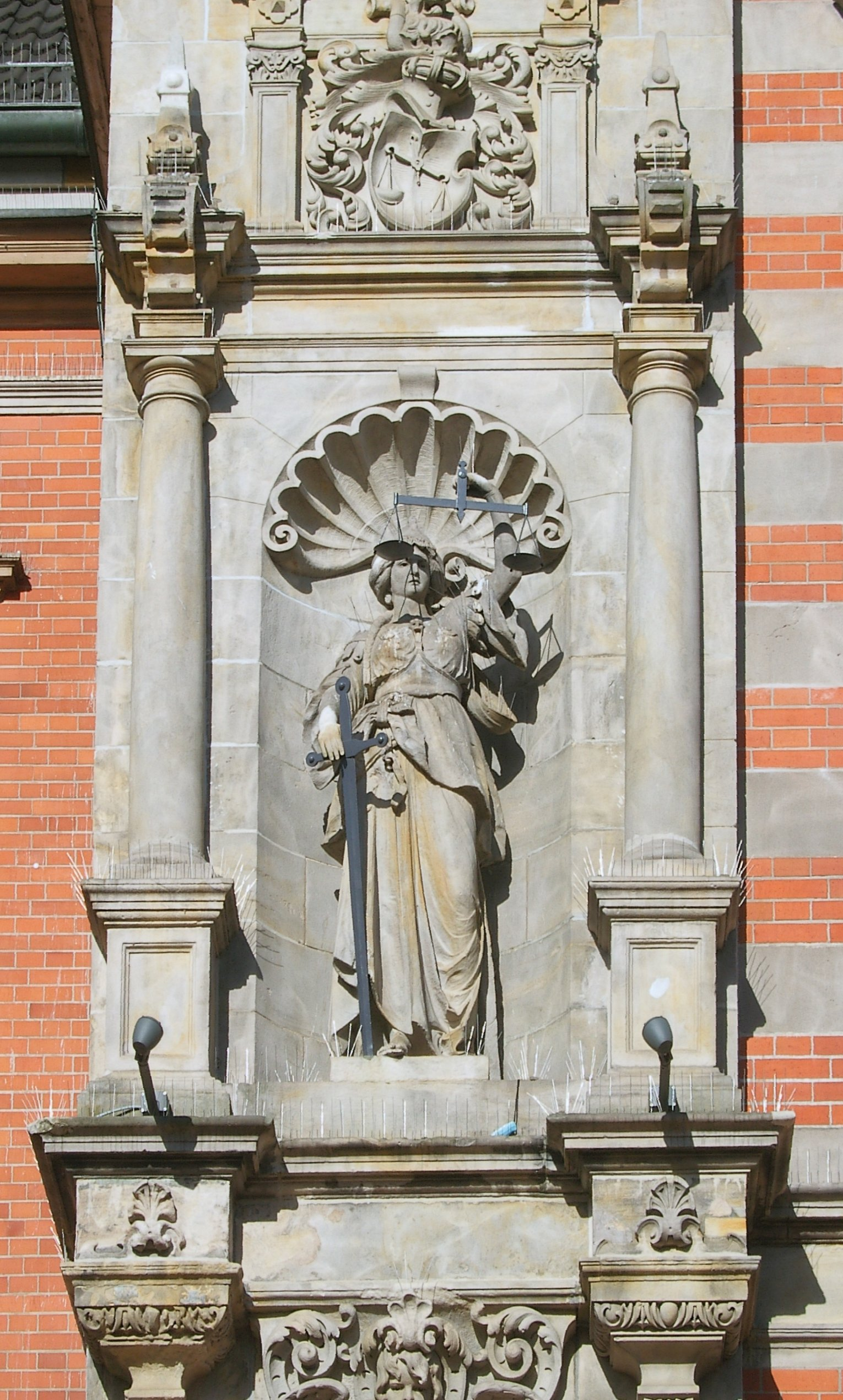
Gerechtigkeit
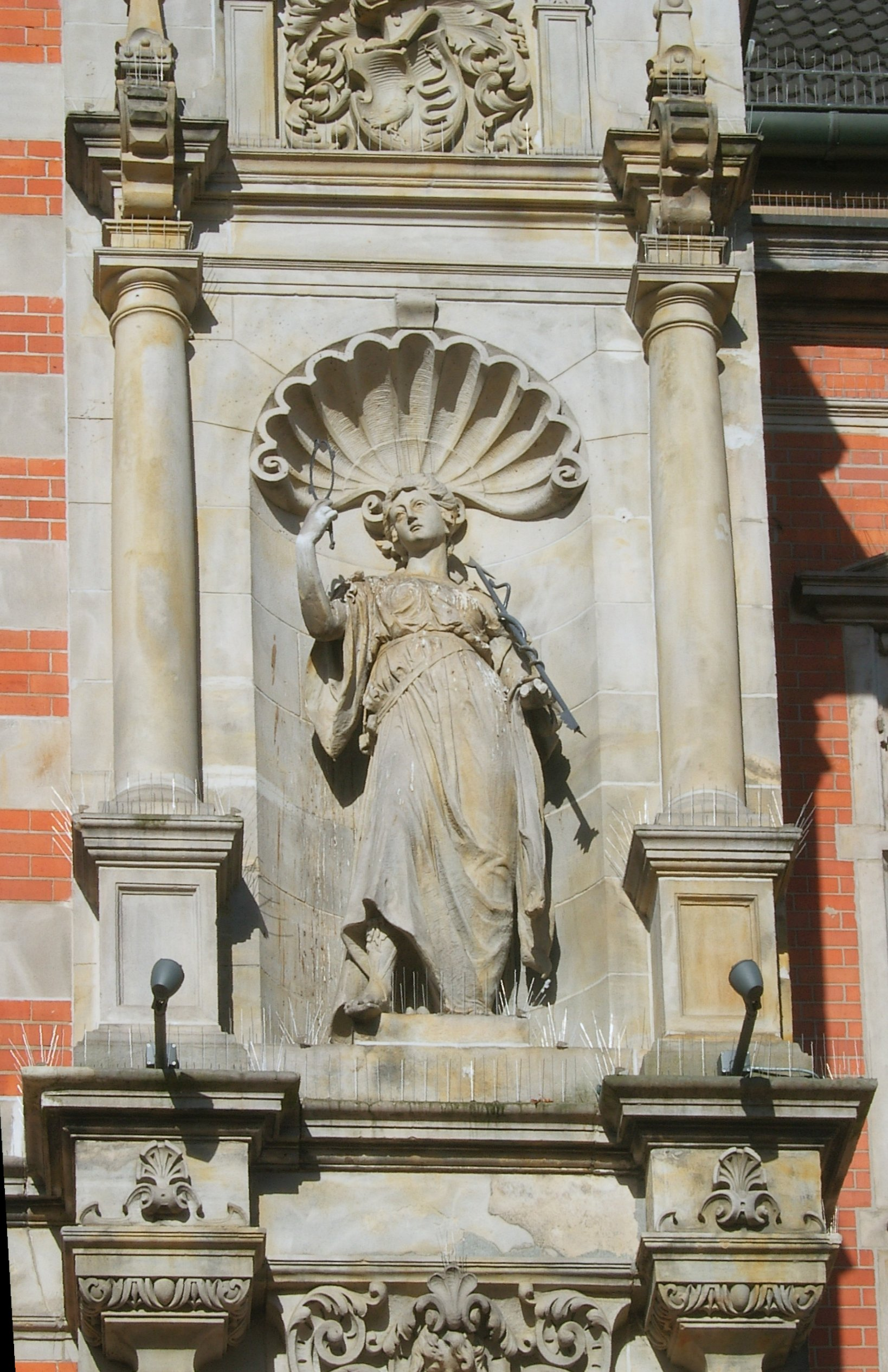
Weisheit
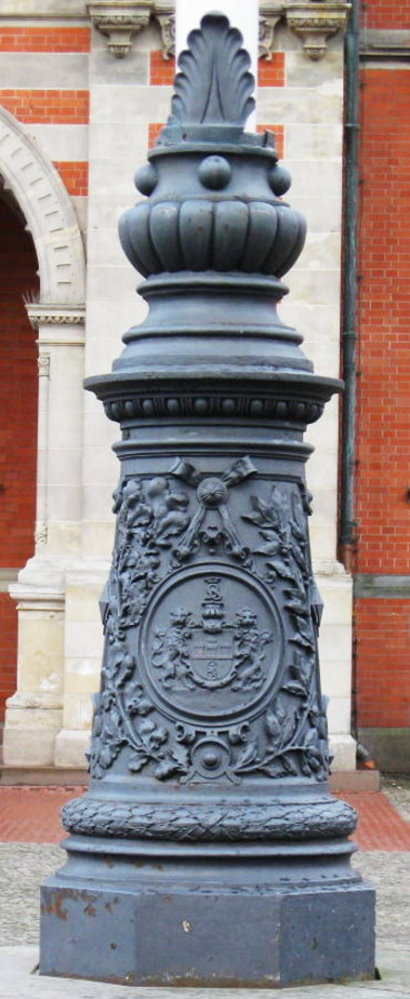
Harburger Rathaus: Fahnenmastsockel mit Harburger Stadtwappen (2011)
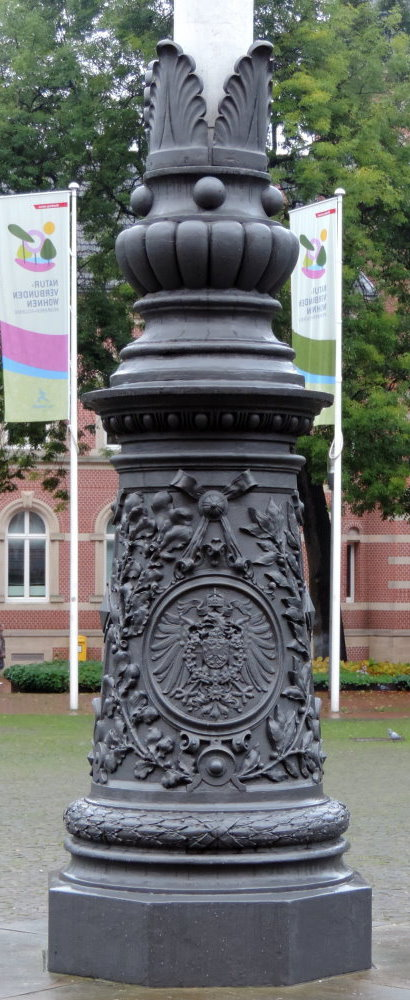
Harburger Rathaus: Fahnenmastsockel mit Preussischem Adler (2015)

## Bilder des Harburger Rathauses

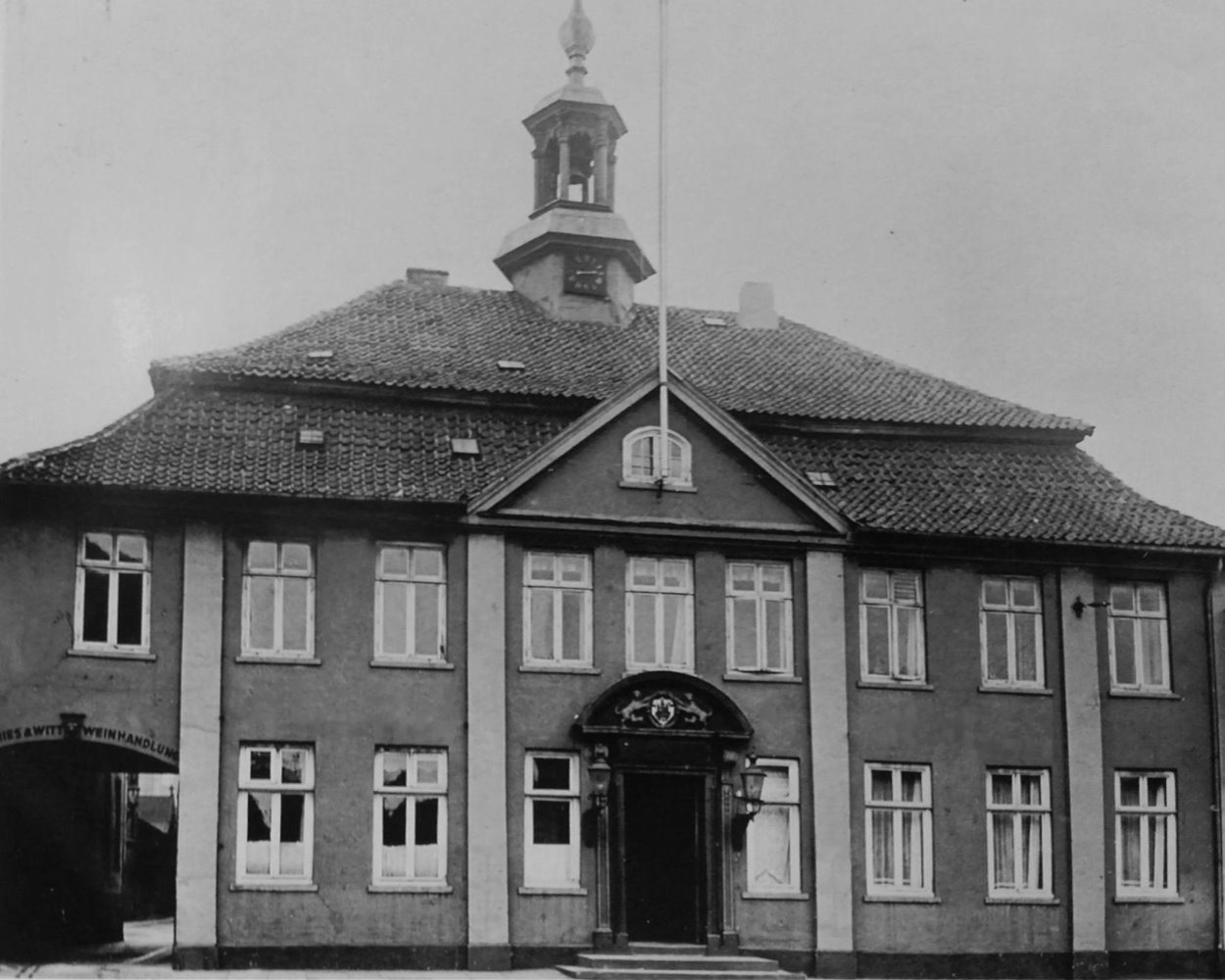
Altes Harburger Rathaus von 1733 – um 1890
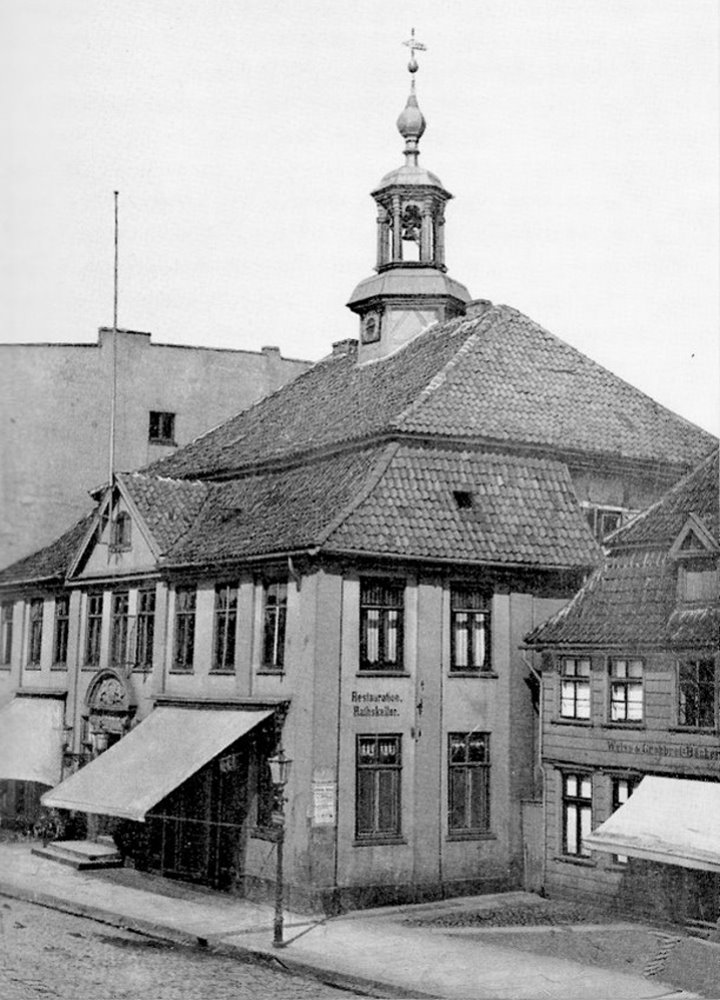
Altes Harburger Rathaus von 1733, (ca. 1900)

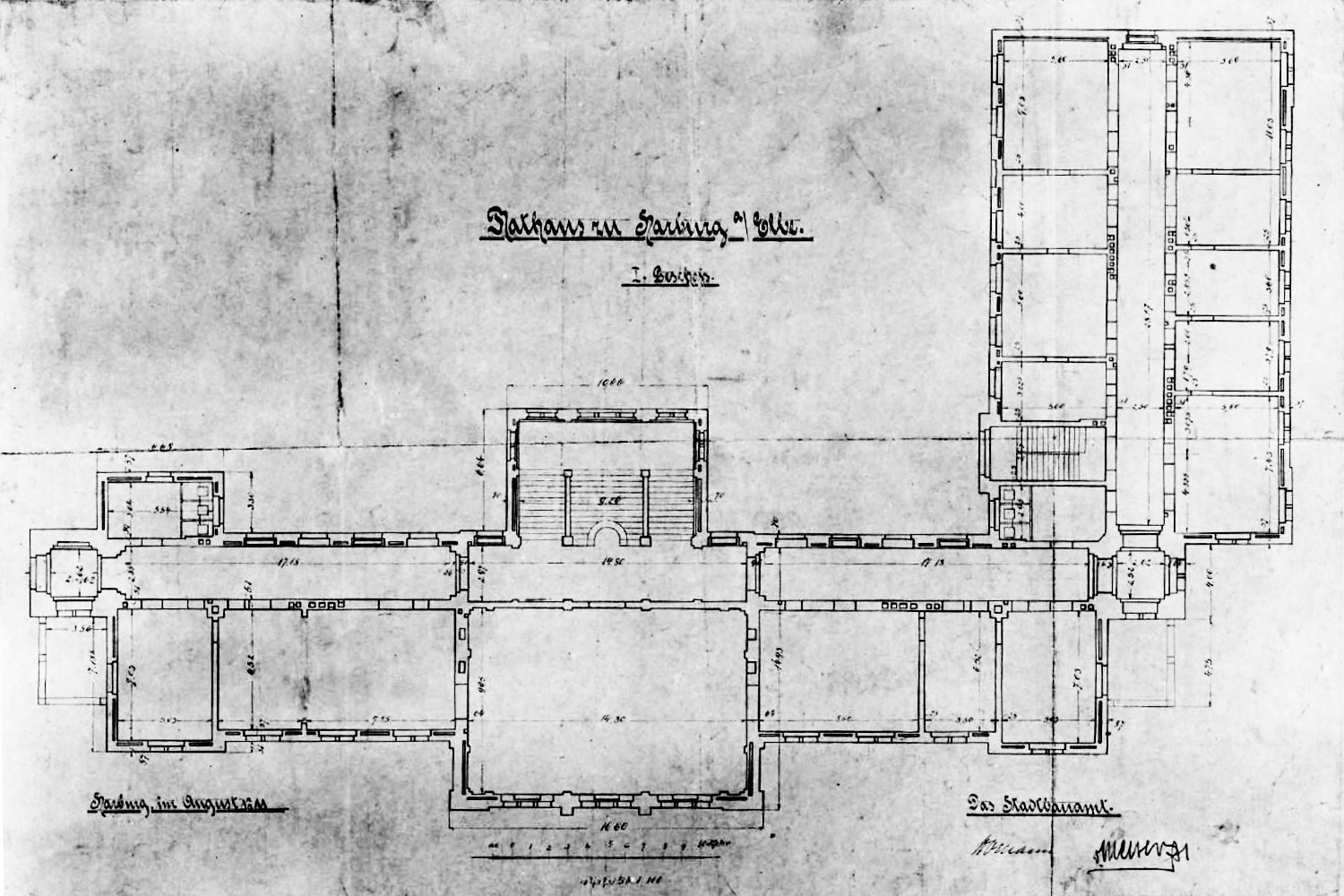
Rathaus Harburg (Fertigstellung 1892) Grundriss 1. Etage
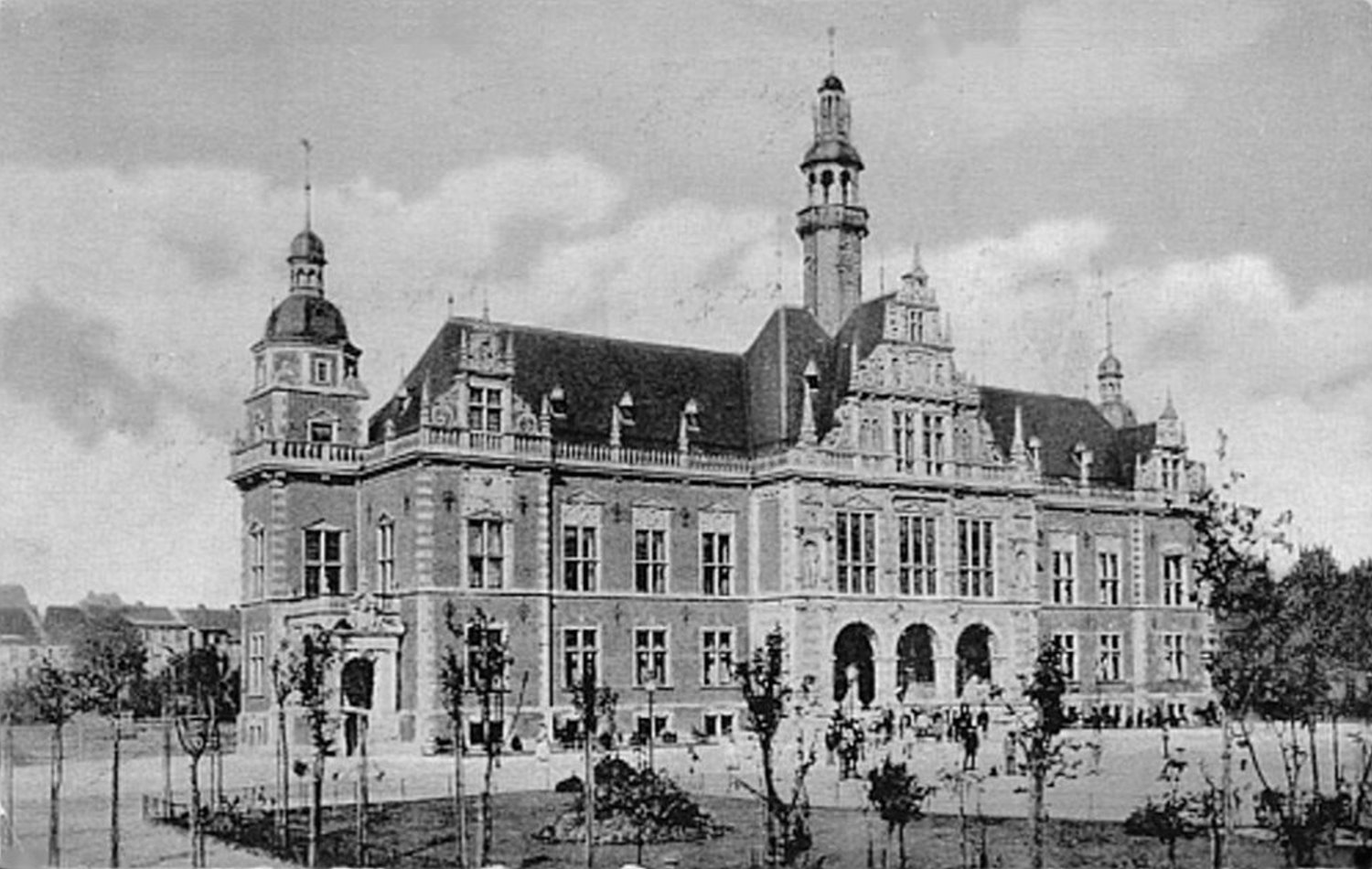
Harburger Rathaus um 1892
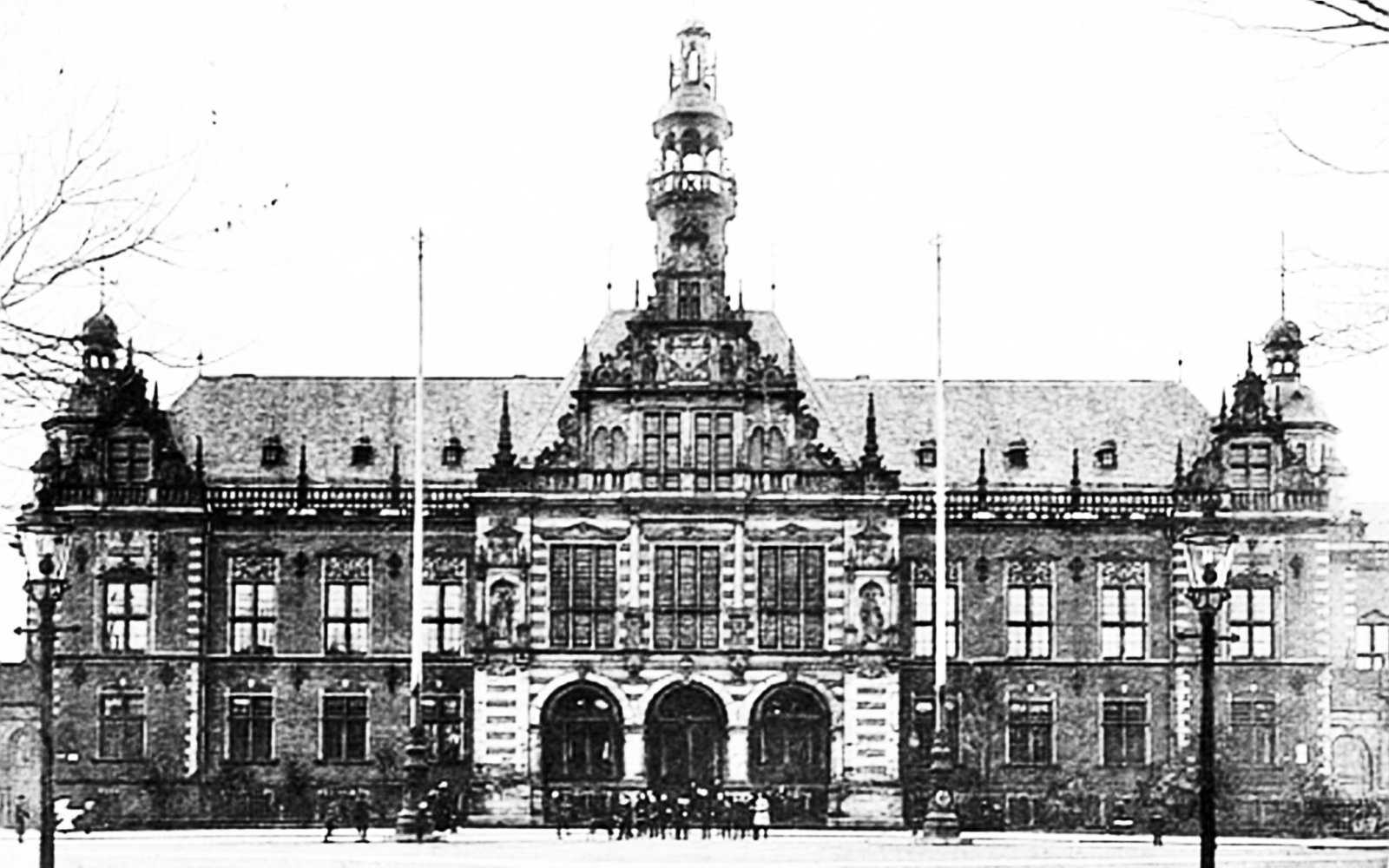
Rathaus Harburg um 1900

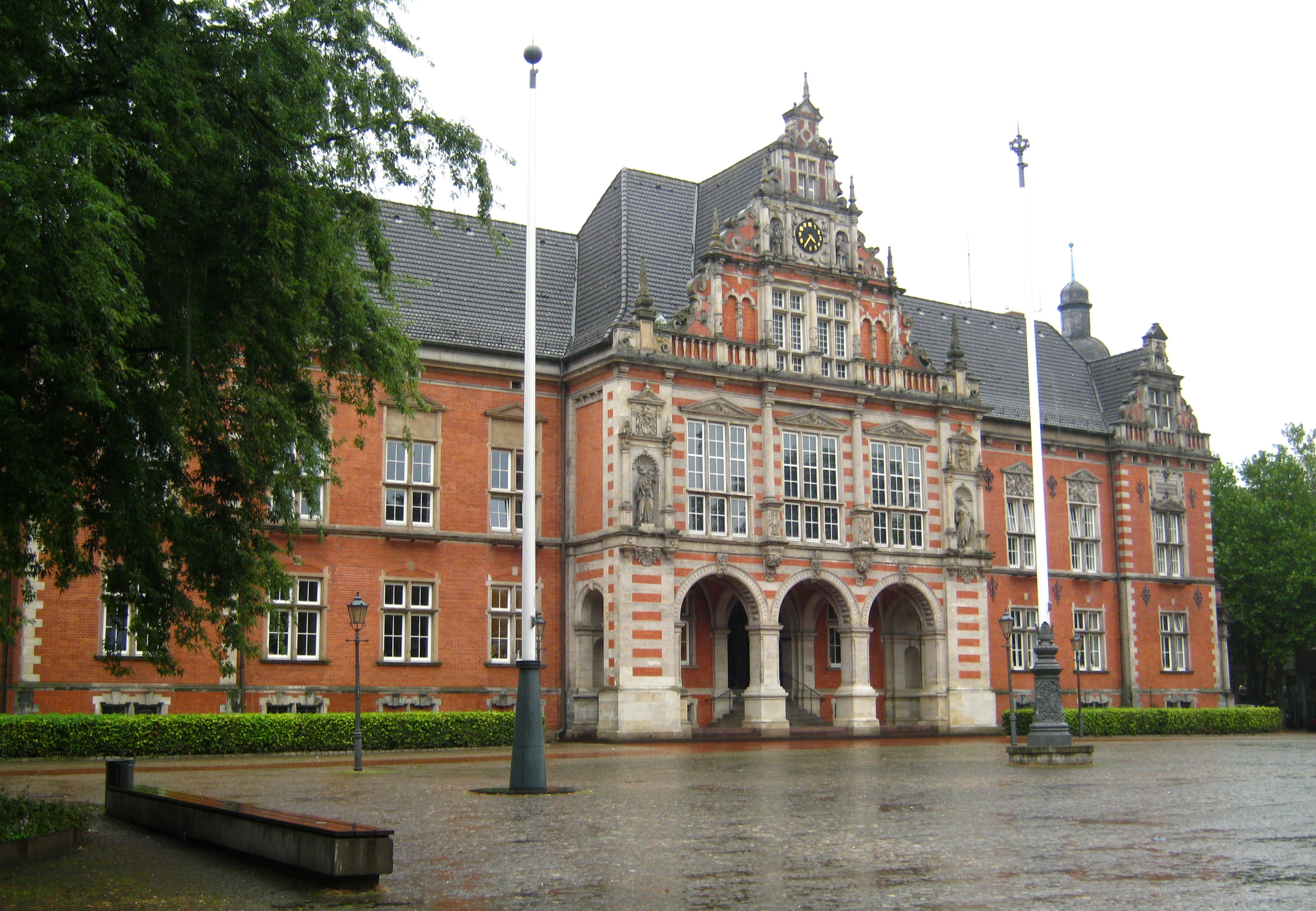
Harburger Rathaus
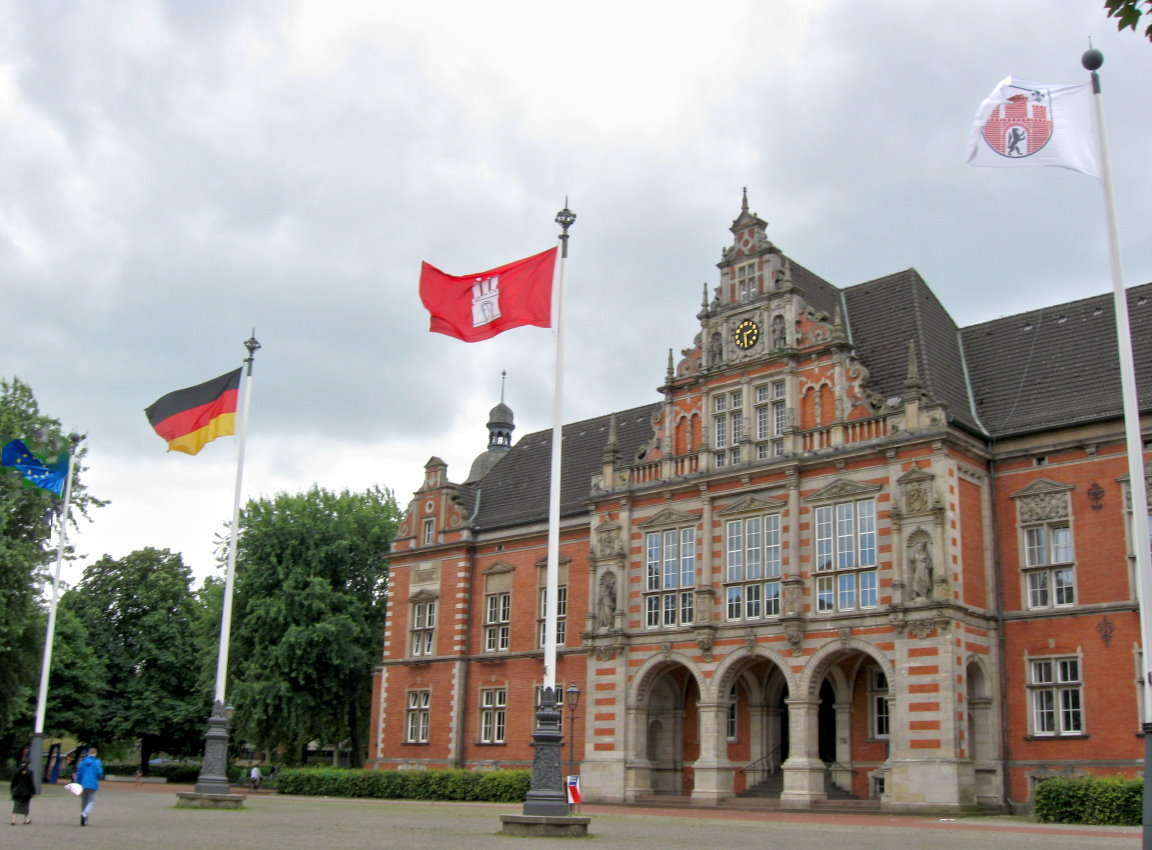
Harburger Rathaus im Juni 2014
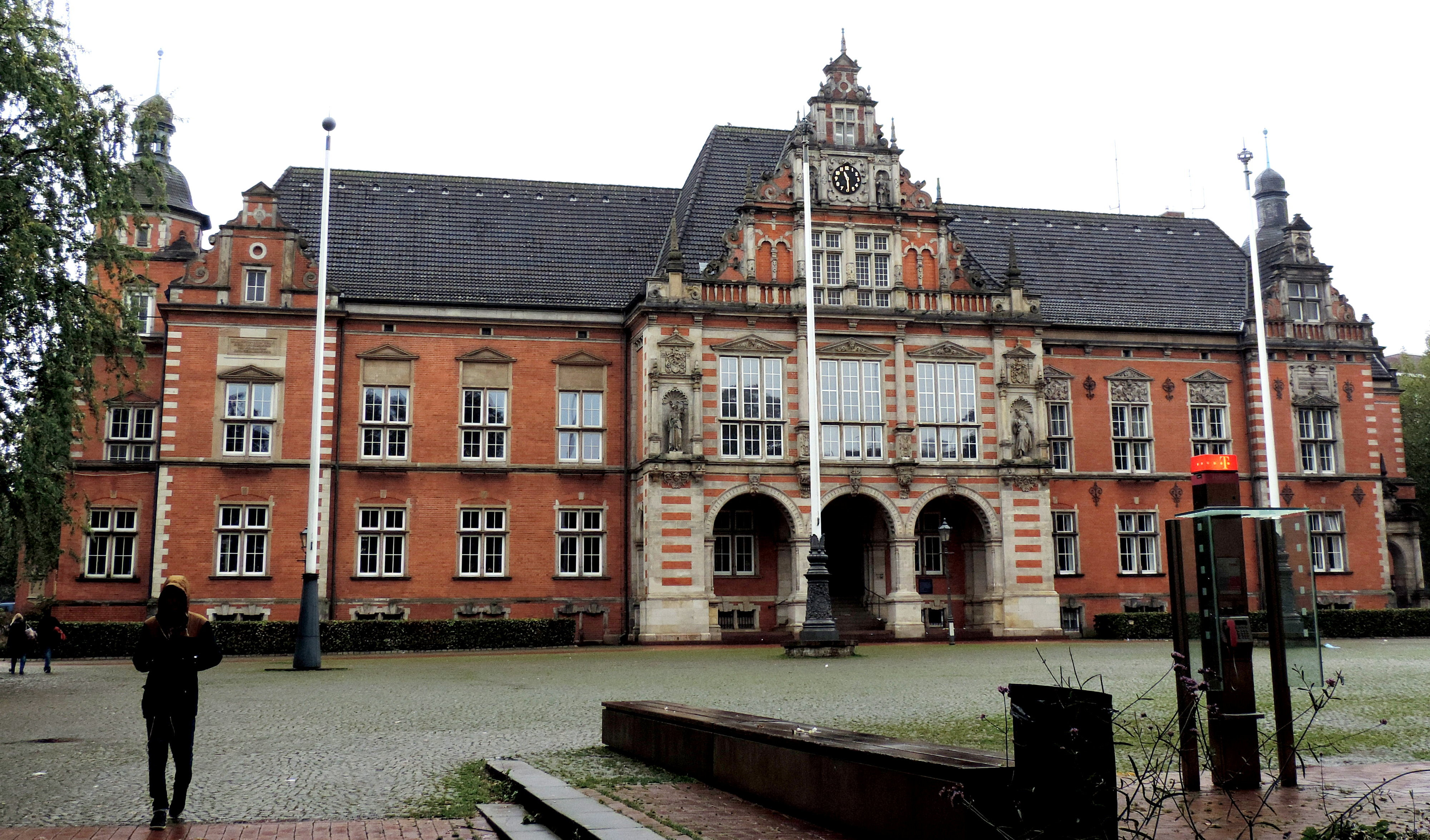
Harburger Rathaus im Oktober 2015 (erbaut- 1892)
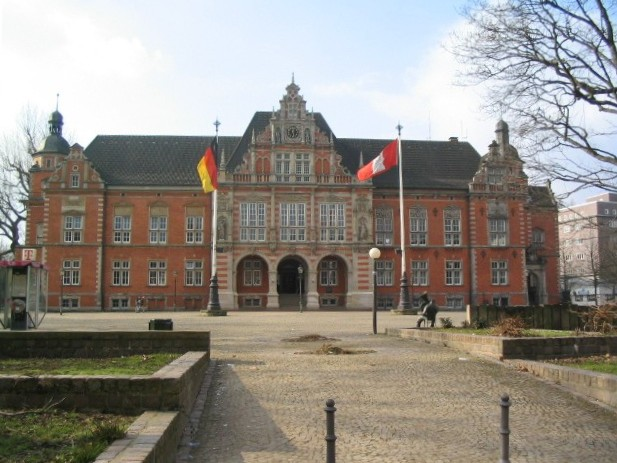
Rathaus Harburg 2004
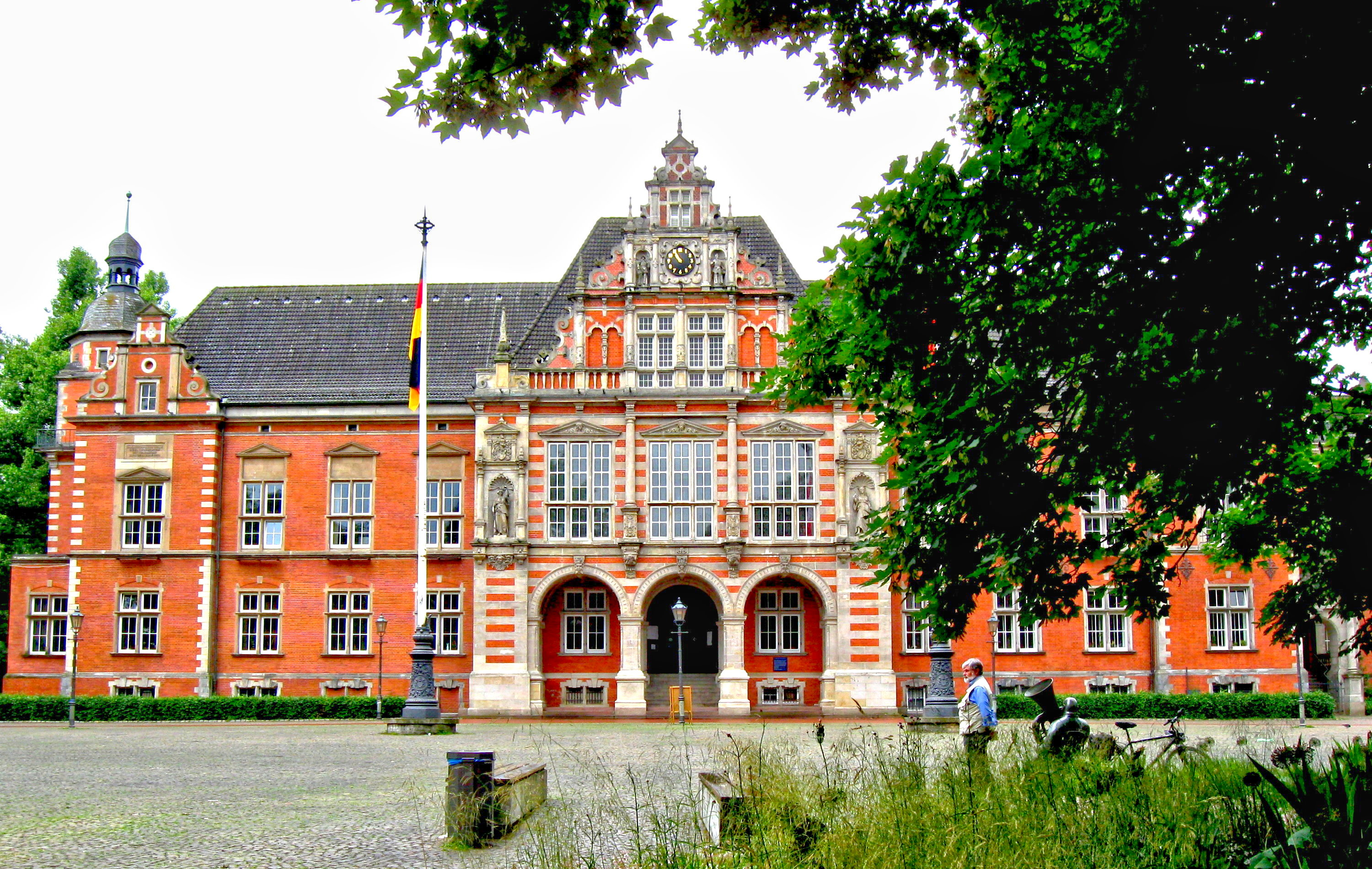
Rathaus Harburg 2009